# Kornjude
Kornjude ist ein vom späten 17. bis in die Mitte des 19. Jahrhunderts verbreitetes antijüdisches Schimpfwort.
Mit dem Schmähbegriff, der auch in die Behördensprache einging, wurden – gleichwohl nicht zwangsläufig jüdische – Händler bezeichnet, die mit dem Grundnahrungsmittel Getreide spekuliert und sich damit auf Kosten der „kleinen Leute“ rücksichtslos bereichert hätten. Insbesondere in Phasen von allgemeiner Teuerung, in Mangel- und Kriegszeiten wie zwischen 1770 und 1820 fand der Begriff weite Verbreitung. Die Analogbildung Kornchrist ist dagegen nur vereinzelt belegt. Auf jeden Fall aber diente das Klischee vom geldgierigen Juden als Negativfolie, vor der die Kornjuden definiert wurden. Dies zeigt etwa eine Deutung aus dem Jahr 1757, wonach die Kornjuden nicht „Juden nach dem Fleische, sondern nach dem Geist“ seien. Gezielt negativ verwendet hat den Begriff Kornjude – neben dem erst im 20. Jahrhundert belegten Begriff „Profitjude“  – etwa auch noch der antisemitische Verfasser der in der Zeit des Ersten Weltkriegs gefälschten Laichinger Hungerchronik von angeblich 1816/17.

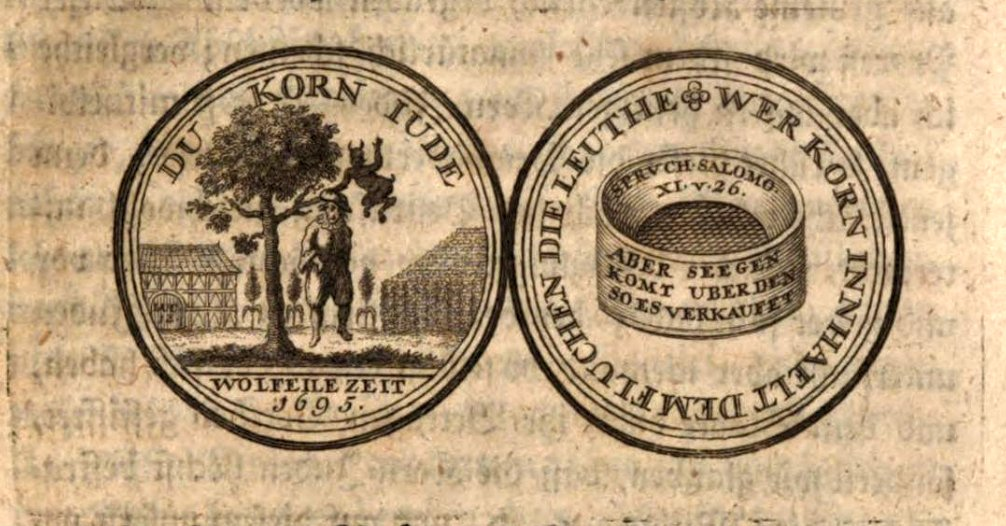
Reproduktion einer Kornjudenmedaille von 1695 bei Johann Albrecht Philippi: Der vertheidigte Korn-Jude. Berlin 1765, S. 105.

Visualisiert erscheint der Kornjude auf zahlreichen Gedenkmedaillen, die in privater Initiative „für den Massenmarkt“ produziert wurden und „populäre Ressentiments“ bedienten. Das Bildprogramm dieser Medaillen, das auch im Druck verbreitet wurde, lässt den meist wohlgenährten Kornjuden u. a. selbstmörderisch am Strick enden, wo ihn der Teufel in Empfang nimmt. Regelmäßig mitgeliefert werden Zitate einschlägiger Bibelstellen oder entsprechende Verweise darauf, die sich wohl in erster Linie an Christen gerichtet haben dürften. So auch im Falle einer 1765 im Druck reproduzierten Kornjudenmedaille aus dem Jahr 1695: Das im Scheunentor links auf dem Avers zu lesende „LUC 12“ verweist auf das biblische Gleichnis vom reichen Kornbauern im genannten Kapitel des Lukas-Evangeliums, in dem vor Habgier gewarnt wird (Lk 12,16-21 ), SPRVCH·SALOMO·XI·v·26 auf dem abgebildeten Kornscheffel auf dem Revers steht für das salomonische Sprichwort Wer Getreide zurückhält, den verwünschen die Leute, wer Korn auf den Markt bringt, auf dessen Haupt kommt Segen (Spr 11,26 ) aus dem Buch der Sprüche.